# Державний кордон Чаду

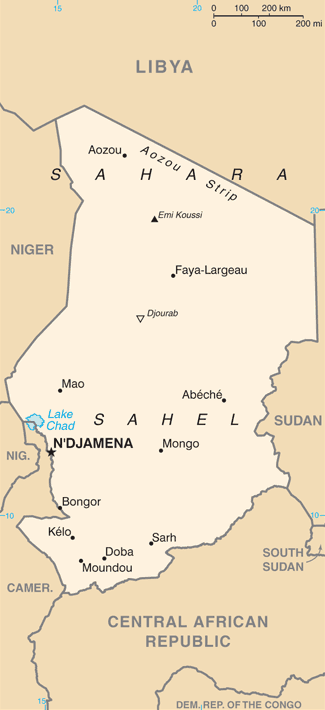
Карта Чаду

Державний кордон Чаду — державний кордон, лінія на поверхні Землі та вертикальна поверхня, що проходить по цій лінії, що визначають межі державного суверенітету Чаду над власними територією, водами, природними ресурсами в них і повітряним простором над ними.

## Сухопутний кордон
Загальна довжина кордону — 6406 км. Чад межує з 6 державами. Уся територія країни суцільна, тобто анклавів чи ексклавів не існує. 
Ділянки державного кордону
| Держава                          | Ділянка         | Довжина (км) | Прикордонні регіони | Примітки |
| -------------------------------- | --------------- | ------------ | ------------------- | -------- |
| Камерун                          | південний захід | 1116         |                     |          |
| Центральноафриканська Республіка | південь         | 1556         |                     |          |
| Лівія                            | північ          | 1050         |                     |          |
| Нігер                            | захід           | 1196         |                     |          |
| Нігерія                          | південний захід | 85           |                     |          |
| Судан                            | схід            | 1403         |                     |          |

Країна не має виходу до вод Світового океану. 